# Wolfgang Albers (Polizeipräsident)

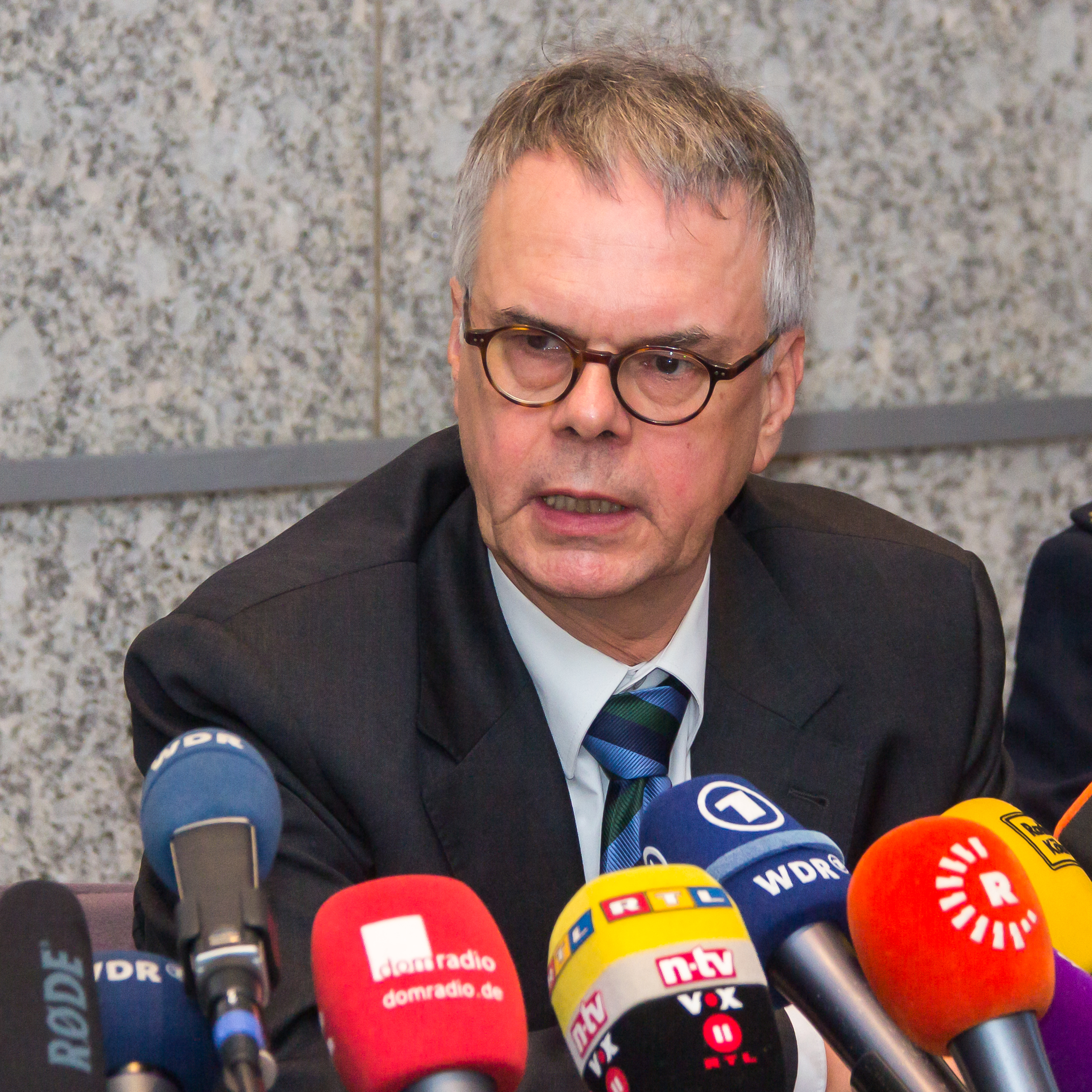
Wolfgang Albers, 2016 (hier bei der Pressekonferenz vom 5. Januar anlässlich der Silvesterübergriffe in Köln)

Wolfgang Albers (* 12. Dezember 1955 in München) ist ein deutscher Jurist. Er war von 2002 bis 2011 Polizeipräsident in Bonn und von 2011 bis Anfang 2016 Polizeipräsident in Köln.

## Leben
Wolfgang Albers studierte in den Jahren 1979 bis 1985 Rechtswissenschaften an der Rheinischen Friedrich-Wilhelms-Universität in Bonn. Er engagierte sich politisch bei den Jungdemokraten und war Anfang der 1980er Jahre Mitorganisator der großen Friedensdemonstrationen im Bonner Hofgarten.
Im Zuge seiner Berufstätigkeit nahm Albers Ende der 1980er Jahre seinen Wohnsitz in Köln, den er auch während seiner späteren Tätigkeit in Düsseldorf beibehielt. Nach seiner Ernennung zum Polizeipräsidenten in Bonn im Jahr 2002 übersiedelte er mit seiner Familie in die Bundesstadt. Dort engagierte er sich ehrenamtlich im evangelischen Kirchenkreis Bonn und war berufenes Mitglied der Synode. Seinen Bonner Wohnsitz behielt er bei, als er 2011 Kölner Polizeipräsident wurde.
Er ist Mitglied der SPD.
Im Jahr 2017 wurde er zu einem der nebenamtlichen nichttheologischen Mitglieder der Kirchenleitung der Evangelischen Kirche im Rheinland gewählt.
Wolfgang Albers ist verheiratet und Vater einer erwachsenen Tochter. Er lebt mit seiner Frau in Bonn-Endenich.

## Berufliche Laufbahn
Nach dem Zweiten juristischen Staatsexamen trat Albers im Jahr 1988 in den öffentlichen Dienst des Landes Nordrhein-Westfalen (NRW) ein und wurde anfangs als Verwaltungsjurist bei der Bezirksregierung Köln tätig. Im Jahr 1990 leitete er vertretungsweise das damalige Polizeipräsidium Leverkusen. Anschließend wurde er zunächst als Ministerialbeamter an das NRW-Innenministerium abgeordnet, danach folgte eine Abordnung an das Innenministerium des – nach der deutschen Wiedervereinigung neu gegründeten – Bundeslandes Brandenburg. 1991 wechselte er in das Ministerbüro des damaligen NRW-Innenministers Herbert Schnoor (SPD) und wurde 1994 dessen persönlicher Referent. Ab 1995 bekleidete er die gleiche Funktion bei NRW-Innenminister Franz-Josef Kniola (SPD, Schnoors Nachfolger im Kabinett Rau V), nachdem dieser aus Altersgründen ausgeschieden war. 1997 wechselte Albers zur Bezirksregierung Düsseldorf, wo er die Leitung der Abteilung Kommunales mit der Zuständigkeit für Kommunalaufsicht, Bauen und Wohnen übernahm und bis 2002 innehatte.

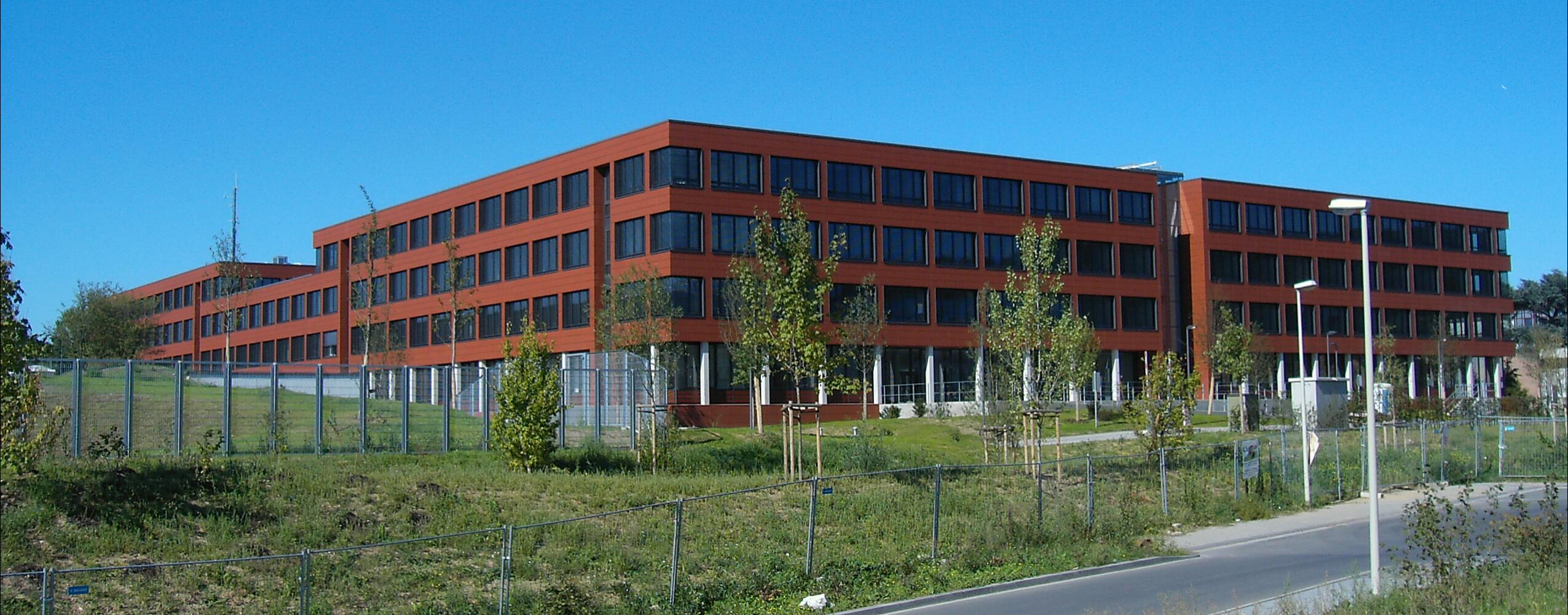
Polizeipräsidium Bonn im Ortsteil Ramersdorf in Bonn-Beuel, 2006

Von Juli 2002 bis September 2011 war Albers als Polizeipräsident in Bonn tätig. Der damalige NRW-Innenminister Fritz Behrens (SPD) ernannte ihn. Albers wurde Nachfolger von Dierk Henning Schnitzler, der in den Ruhestand ging. In seiner Dienstzeit als Leiter des Polizeipräsidiums Bonn legte Albers Polizeiwachen zusammen, schaffte die Reiterstaffel ab und baute Personal ab. Die Gewerkschaft der Polizei (GdP) in Bonn übte Kritik und monierte Anfang 2010, eine ausreichende Bestreifung in der Fläche sei dadurch nicht mehr gegeben.
In die Bonner Amtszeit von Albers fiel der im Sommer 2006 fertiggestellte Neubau des Bonner Polizeipräsidiums in Bonn-Ramersdorf, der im Oktober 2006 bezogen wurde.
Seine dortige Nachfolgerin wurde die Juristin Ursula Brohl-Sowa.

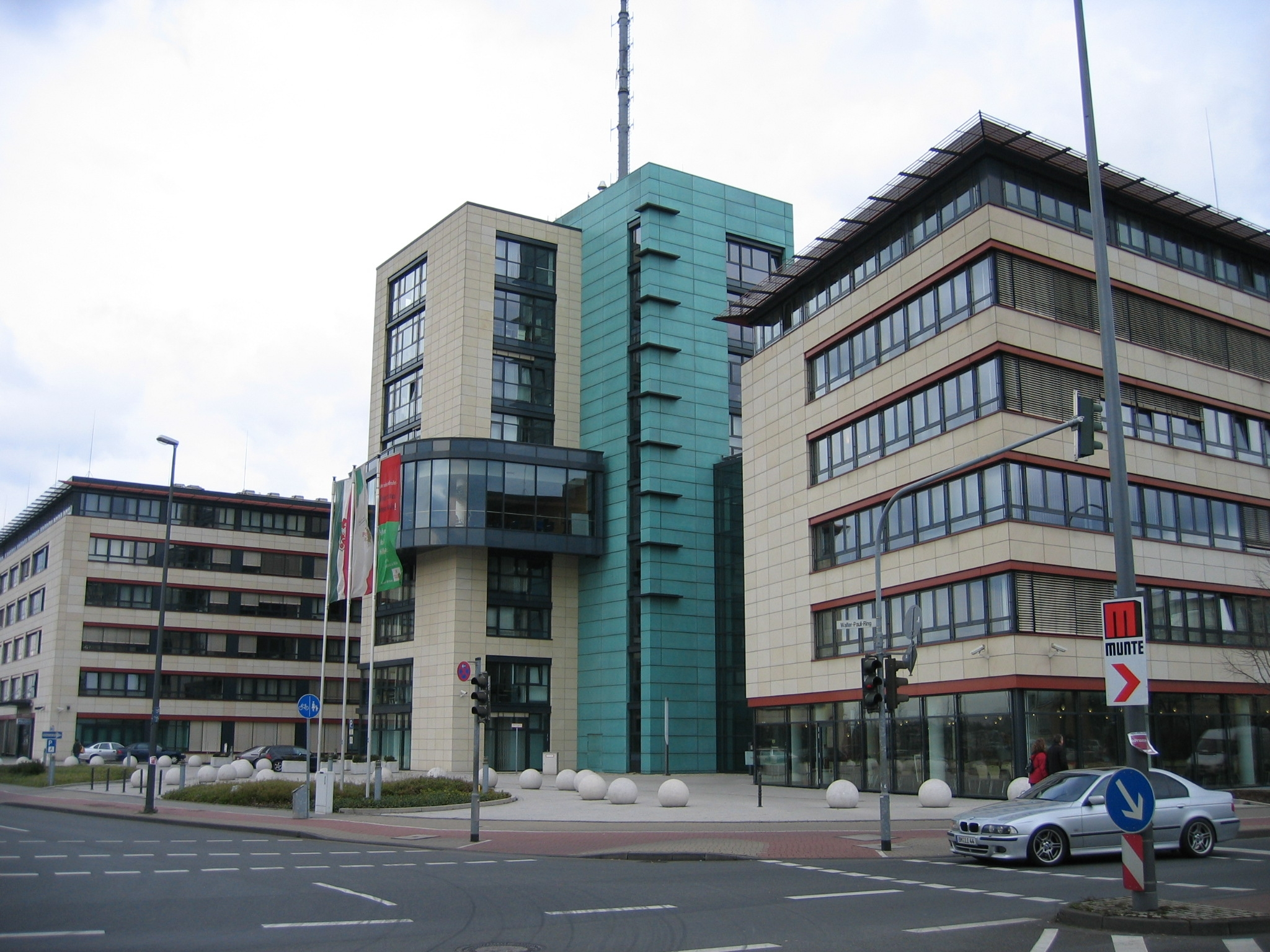
Polizeipräsidium Köln im Kölner Stadtteil Kalk, 2007

Im September 2011 wurde Albers von NRW-Innenminister Ralf Jäger (SPD) zum Polizeipräsidenten in Köln ernannt. Albers wurde Nachfolger von Klaus Steffenhagen, der in den Ruhestand ging. Als Leiter des Polizeipräsidiums Köln – der größten Polizeibehörde in Nordrhein-Westfalen – mit Sitz in Köln war er für die kreisfreien Städte Köln und Leverkusen sowie für alle Autobahnen im Regierungsbezirk Köln zuständig. In seinem Zuständigkeitsbereich waren 5.000 Beamte für die Sicherheit von etwa 1,2 Millionen Menschen tätig.
Jäger berief Albers im Juni 2014 in eine Expertenkommission zum demografischen Wandel bei der Polizei in Nordrhein-Westfalen. Die vierköpfige Kommission, der neben Albers der Münsteraner Polizeipräsident Hubert Wimber (Mitglied der Grünen), der Landrat des Kreises Mettmann Thomas Hendele (CDU) und Professor Jürgen Weibler von der Fern-Universität Hagen angehörten, legte ein Jahr später ihren Abschlussbericht (siehe Veröffentlichung) mit Vorschlägen zu einer Polizeireform in NRW vor. Die Kommission zeigte verschiedene Einsparpotenziale auf, konnte sich aber im Hinblick auf die Polizeiorganisation nicht auf ein gemeinsames Modell einigen.
Albers wurde für seine Amtsführung mehrfach kritisiert. Im Oktober 2014 wurde ihm vorgeworfen, die Kölner Polizei habe die Gewaltbereitschaft von Demonstranten bei der Veranstaltung „Hooligans gegen Salafisten“ unterschätzt und eine Reihe von polizeitaktischen Fehlern gemacht. Bei dem Einsatz waren 45 Polizeibeamte verletzt worden. Eine vergleichbare Veranstaltung im niedersächsischen Hannover war dort unter anderem wegen eines strikt durchgesetzten Alkoholverbots und massiver Kontrollen deutlich glimpflicher verlaufen.
Im Jahr 2015 gab es eine Affäre um angebliche brutale und menschenverachtende Rituale bei dem „Spezialeinsatzkommando 3“ (SEK) der Polizei Köln. Die CDU im Düsseldorfer Landtag und in Köln machte Albers dafür verantwortlich und forderte seinen Rücktritt.
Albers hatte auf Medienberichte zunächst nicht reagiert und dann die Einheit aufgelöst. Die Staatsanwaltschaft Aachen stellte ihre Ermittlungen ein und fand keine Hinweise auf strafrechtlich relevante Vergehen der SEK-Beamten. Albers war deswegen laut der FAZ bei weiten Teilen der Kölner Beamten unbeliebt und als Dienstherr disqualifiziert.
Der Nachfolger als Polizeipräsident, Jürgen Mathies, setzte die Spezialkräfte wieder regulär ein.
Albers wurde nach den Ereignissen in der Silvesternacht 2015/2016 in Köln von NRW-Innenminister Jäger am 8. Januar 2016 in den einstweiligen Ruhestand versetzt. Seiner Polizeiführung wurde neben einer falschen Lageeinschätzung vorgeworfen, den Flüchtlingsbezug der Übergriffe zunächst vertuscht zu haben. In der „Wichtigen Ereignismeldung“, die für alle Führungsebenen bis hin zum Minister bestimmt ist, sei der Hinweis auf Asylbewerber unter den Verdächtigen gegen den ausdrücklichen Protest des Einsatzleiters als „politisch heikel“ gestrichen worden. Kölns Oberbürgermeisterin Henriette Reker (parteilos) beklagte, man habe sie über das vollständige Bild der Einsatznacht im Unklaren gelassen. Noch am Neujahrsmorgen hatte die Pressestelle seiner Behörde eine positive Bilanz der Silvesternacht gezogen: die Feiern seien weitgehend friedlich verlaufen und die Einsatzlage „entspannt“ gewesen. Sein Nachfolger im Amt wurde Jürgen Mathies.
Wenige Tage nach der Versetzung von Albers in den einstweiligen Ruhestand warf NRW-Innenminister Jäger der Kölner Polizei in einer Sondersitzung des Innenausschusses im nordrhein-westfälischen Landtag gravierende Fehler in der Silvesternacht vor. Sie hätten unter anderem keine Verstärkung angefordert; die Informationspolitik der Polizeibehörde sei schlecht gewesen. Nach einer Sitzung des Bundestags-Innenausschusses in Berlin am 13. Januar 2016 wiederholte Jäger seine schweren Vorwürfe und rügte die Einsatzführung der Kölner Polizei für den Umgang mit den Übergriffen an Silvester.
Mitte Januar 2016 wurde bekannt, dass gegen Albers und andere Polizisten wegen der Angriffe auf Frauen in der Silvesternacht mehrere Strafanzeigen wegen des Verdachts auf unterlassene Hilfeleistung erstattet wurden.
Obwohl er das Ruhestandsalter erreicht hatte, arbeitete er später noch als Rechtsanwalt in einer Kanzlei im Rheinland. Gegen seine Versetzung in den einstweiligen Ruhestand führte er über mehrere Jahre ein Klageverfahren. Mit Beschluss vom 15. Dezember 2021 setzte das Oberwaltungsgericht Nordrhein-Westfalen (OVG NRW) den Streit vorerst aus, um dem Bundesverfassungsgericht die Frage vorzulegen, ob die in Nordrhein-Westfalen gängige Praxis, Polizeipräsidenten nach Landesbeamtengesetz als politische Beamte in den einstweiligen Ruhestand zu versetzen, ein Verstoß gegen das Grundgesetz darstellt. Dieses bestätigte im Mai 2024 die Einschätzung des OVG NRW, wonach Polizeipräsidenten nicht als politische Beamte anzusehen seien. Weder Aufgabenbereich, noch Entscheidungsspielraum, organisatorische Stellung, Umfang der ihnen auferlegten Beratungspflichten gegenüber der Landesregierung oder andere Gesichtspunkte wiesen ihr Amt als ein „politisches“ aus. Damit sei der entsprechende Passus im Landesbeamtengesetz verfassungswidrig. Das Verfahren von Albers wird nun am OVG NRW fortgeführt. Es wird erwartet, dass die dortigen Richter seiner Klage stattgeben und seine Versetzung in den Ruhestand für ungültig erklären.

## Veröffentlichungen
- Wolfgang Albers, Thomas Hendele, Jürgen Weibler, Hubert Wimber: Bürgernahe Polizei – Den demographischen Wandel gestalten. Ergebnisbericht der Expertenkommission. Hilden 2015 (Digitalisat; PDF-Datei, 3,56 MB).